# Felix Papencordt
Felix Papencordt (* 30. Juni 1812 in Paderborn; † 27. April 1841 in Warburg) war ein deutscher Historiker.

## Leben
Felix Papencordt, der Sohn eines Müllers, besuchte das Gymnasium Theodorianum in Paderborn und studierte an den Universitäten zu Bonn, München und Berlin Geschichte und Philosophie. Zu seinen akademischen Lehrern gehörten die Historiker Barthold Georg Niebuhr (Bonn), und Leopold von Ranke (Berlin) sowie die Philosophen Christian August Brandis, August Wilhelm Schlegel (beide Bonn) und Friedrich Wilhelm Joseph Schelling (München). Auf Brandis’ Anregung ging seine Dissertation über die griechische Atomistik zurück, mit der Papencordt am 15. September 1832 zum Dr. phil. promoviert wurde. Nach der Promotion wandte er sich jedoch der Geschichtswissenschaft zu, insbesondere der Spätantike. Die Académie des Inscriptions et Belles-Lettres in Paris stellte 1833 die Preisaufgabe, eine Geschichte der Vandalenherrschaft in Nordafrika zu verfassen. Papencordt gewann den Preis 1835, veröffentlichte seine Geschichte der vandalischen Herrschaft in Afrika 1837 auch in deutscher Sprache und erntete dafür reiches Lob der Fachwelt.
Nach diesem Anfangserfolg erhielt Papencordt ein Stipendium des Collegium Preuckianum, das ihm eine ausgedehnte Forschungsreise nach Italien ermöglichte. Von 1836 bis 1840 hielt sich Papencordt vor allem in Rom auf, bereiste aber auch andere Städte Italiens. Sein Forschungsschwerpunkt verlagerte sich von der Spätantike zum Mittelalter. 1840 kehrte er nach Berlin zurück und lebte dort als Privatgelehrter. Am 15. Dezember 1840 wurde er zum korrespondierenden Mitglied des Deutschen Archäologischen Instituts ernannt. 1841 veröffentlichte er seine Studie über Cola di Rienzo und seine Zeit, die 1844 in italienischer und 1845 in französischer Übersetzung erschien.
Obwohl er nicht habilitiert war, wurde Papencordt im März 1841 zum außerordentlichen Professor der Geschichte an der Universität Bonn ernannt. Am 1. April 1841 verließ er Berlin und trat die Reise nach Bonn an; aber er erreichte sein Ziel nicht, denn am 27. April 1841 starb er in Warburg an einem Lungenfehler. Sein Nachlass gelangte 1845 als Depositum an die Königliche Bibliothek zu Berlin (seit 1945 Kriegsverlust).
Aus dem Nachlass gab 1857 Constantin von Höfler die Geschichte der Stadt Rom im Mittelalter heraus, Papencordts umfangreichstes Werk. Sie wurde schon nach wenigen Jahren von den Geschichtswerken von Ferdinand Gregorovius (Geschichte der Stadt Rom im Mittelalter, Stuttgart 1859–1870) und Alfred von Reumont (Geschichte der Stadt Rom, Berlin 1867–1870) verdrängt.

## Schriften (Auswahl)
- De Atomicorum doctrina commentationis specimen primum. Berlin 1832 (Dissertation) (Digitalisat)
- Geschichte der vandalischen Herrschaft in Afrika. Berlin 1837 (Digitalisat)
- Cola di Rienzo und seine Zeit. Hamburg/Gotha 1841 (Digitalisat)
  - Italienische Übersetzung: Cola di Rienzo e il suo tempo. Turin 1844
  - Französische Übersetzung: Rienzi et Rome à son époque. Paris 1845
- Konstantin Höfler (Herausgeber): Geschichte der Stadt Rom im Mittelalter. Paderborn 1857 (Digitalisat)